# IC 3728
IC 3728 је елиптична галаксија у сазвјежђу Береникина коса која се налази на листи објеката дубоког неба у Индекс каталогу.
Деклинација објекта је + 20° 58' 26" а ректасцензија 12h 45m 3,2s. Привидна величина (магнитуда) објекта IC 3728 износи 15,2 а фотографска магнитуда 16,2.